# Модель Рауза

Схематична ілюстрація модеі Рауза. Сині намистинки з'єднані пружинками — по дві пружинки на кожну намистинку. l позначає середню віддаль між намистинками.

Модель Рауза — модель полімеру, в якій макромолекули представлені як з'єднані пружинами намистинки. Модель запропонував у 1953 році Прінс Ерл Рауз. Вона працює для полімерів, довжина яких менша за відстань між переплутуваннями. У місцях переплутувань рух полімеру обмежений до одновимірного — полімер змушений проповзти наче через тонку трубку. Це проповзання моделює теорія рептації. Для довгих полімерів модель Рауза непогано працює на коротких періодах часу.

## Опис моделі
Полімер моделюється намистинками, кожна з яких з'єднана з сусідніми пружинками з жорсткістю k. Вважається, що намистинки рухаються у в'язкому середвищі — крім пружні сили на них діють сили тертя, ефект яких домінує над коливаннями намистинок, а також випадкова сила, як у рівнянні Ланжевена.  Рівняння руху для n-тої намистинки записується:
{\displaystyle {\frac {\mathrm {d} {\vec {R}}_{n}}{\mathrm {d} t}}={\frac {k}{\zeta }}\cdot \left({\vec {R}}_{n-1}-{\vec {R}}_{n}+{\vec {R}}_{n+1}-{\vec {R}}_{n}\right)+{\vec {f}}_{n}(t).}
Тут {\displaystyle {\vec {R}}_{n}} — радіус-вектор n-тої намистинки,  {\displaystyle \zeta } — коефіцієнт тертя, {\displaystyle {\vec {f}}_{n}(t)} — випадкова сила.
Розрахований за моделлю коефіцієнт дифузії обернено пропорційний числу намистинок у полімерному ланцюжку, тобто молекулярній масі полімеру:
{\displaystyle D_{G}={\frac {k_{B}T}{N\zeta }},}
де {\displaystyle k_{B}} — стала Больцмана, а {\displaystyle T} — абсолютна температура.
Час обертової релаксації задається формулою:
{\displaystyle \tau _{R}={\frac {\zeta N^{2}l^{2}}{3\pi ^{2}k_{B}T}},}
де {\displaystyle l} — середня відстань між намистинками, {\displaystyle Nl} — довжина розгорнутого в лінію полімерного ланцюжка.
Середньоквадратине зміщення за час {\displaystyle \tau }:
{\displaystyle \left\langle {\vec {R}}_{n}^{2}(\tau )\right\rangle =\left\langle \left({\vec {R}}_{n}(t+\tau )-{\vec {R}}_{n}(t)\right)^{2}\right\rangle \approx {\frac {2Nl^{2}}{\pi ^{3/2}}}{\sqrt {\frac {\tau }{\tau _{R}}}}.}

## Вдосконалена модель Зімма

Ілюстрація гідростатичної взаємодії.

У 1956 році Бруно Зімм удосконалив модель Рауза, врахувавши гідростатичні сили, що діють на полімер з боку розчинника. В цій моделі коефіцієнт дифузії обернено пропорційний {\displaystyle N^{\nu }}, де {\displaystyle \nu } — показник Флорі, який  у конретному випадку дорівнює 1/2.  
У моделі Зімма рівняння руху має вигляд:
{\displaystyle {\frac {\mathrm {d} {\vec {R}}_{n}}{\mathrm {d} t}}=k\cdot \sum \limits _{m}\mathrm {H} _{nm}\left({\vec {R}}_{n-1}-{\vec {R}}_{n}+{\vec {R}}_{n+1}-{\vec {R}}_{n}\right)+{\vec {f}}_{n}(t).}
Тут замість єдиного коефіцієнта тертя вводиться матриця взаємодії {\displaystyle \mathrm {H} _{nm}}.
Це змінює коефіцієт дифузії до 
{\displaystyle D_{G}={\frac {8k_{B}T}{3{\sqrt {6\pi ^{3}}}\eta _{s}{\sqrt {N}}\cdot l}}.}
де ηs — в'язкість.
Час обертової релаксації стає:
{\displaystyle \tau _{R}={\frac {\eta _{S}({\sqrt {N}}l)^{3}}{{\sqrt {3\pi }}k_{B}T}},}
а середньоквадратичне зміщення;
{\displaystyle \left\langle {\vec {R}}_{n}^{2}(\tau )\right\rangle ={\frac {2\Gamma (1/3)Nl^{2}}{\pi ^{2}}}\left({\frac {\tau }{\tau _{R}}}\right)^{2/3}.}

## Виноски
1. ↑  
Prince E. Rouse, A Theory of the Linear Viscoelastic Properties of Dilute Solutions of Coiling Polymers, J. Chem. Phys. 21, 1272 (1953), cited over 1000 times by 2010.
2. ↑  Bruno H. Zimm, Dynamics of Polymer Molecules in Dilute Solution: Viscoelasticity, Flow Birefringence and Dielectric Loss, J. Chem. Phys. 24, 269 (1956).